# 黒氏博実
黒氏 博実（くろうじ ひろみ、1946年（昭和21年）6月8日 - ）は、日本の政治家。元北海道恵庭市長。

## 経歴
北海道千歳郡恵庭村（恵庭町を経て現恵庭市）に生まれる。1969年（昭和44年）3月、中京大学商学部を卒業し恵庭町役場に奉職する。企画部基地対策課長、総務部秘書課長、市民部保健課長、総務部総務課長、企画部企画調整課長、経済部商店街近代化推進室長を歴任し、1997年（平成9年）8月、退職。

### 1997年恵庭市長選挙
同年11月16日に行われた恵庭市長選挙に立候補し、現職の合原由作や新人2人を破って初当選を果たした。
※当日有権者数：-人 最終投票率：68.86%（前回比：-pts）
| 候補者名 | 年齢 | 所属党派 | 新旧別 | 得票数   | 得票率 | 推薦・支持 |
| -------- | ---- | -------- | ------ | -------- | ------ | ---------- |
| 黒氏博実 | 51   | -        | 新     | 13,355票 | 41.2%  | -          |
| 合原由作 | 51   | -        | 現     | 10,436票 | 32.2%  | -          |
| 長岡進   | 58   | -        | 新     | 5,209票  | 16.1%  | -          |
| 吉田隆   | 65   | -        | 新     | 3,392票  | 10.5%  | -          |

同月、市長に就任した。

### 2005年恵庭市長選挙
3選を目指して立候補したが、新人の中島興世に敗れた。
※当日有権者数：53,367人 最終投票率：60.78%（前回比：-pts）
| 候補者名 | 年齢 | 所属党派 | 新旧別 | 得票数   | 得票率 | 推薦・支持 |
| -------- | ---- | -------- | ------ | -------- | ------ | ---------- |
| 中島興世 | 59   | 無所属   | 新     | 18,146票 | 56.5%  | -          |
| 黒氏博実 | 59   | 無所属   | 現     | 13,971票 | 43.5%  | -          |

2005年（平成17年）11月25日に退任した。